# 55 Pułk Lotnictwa Transportowego

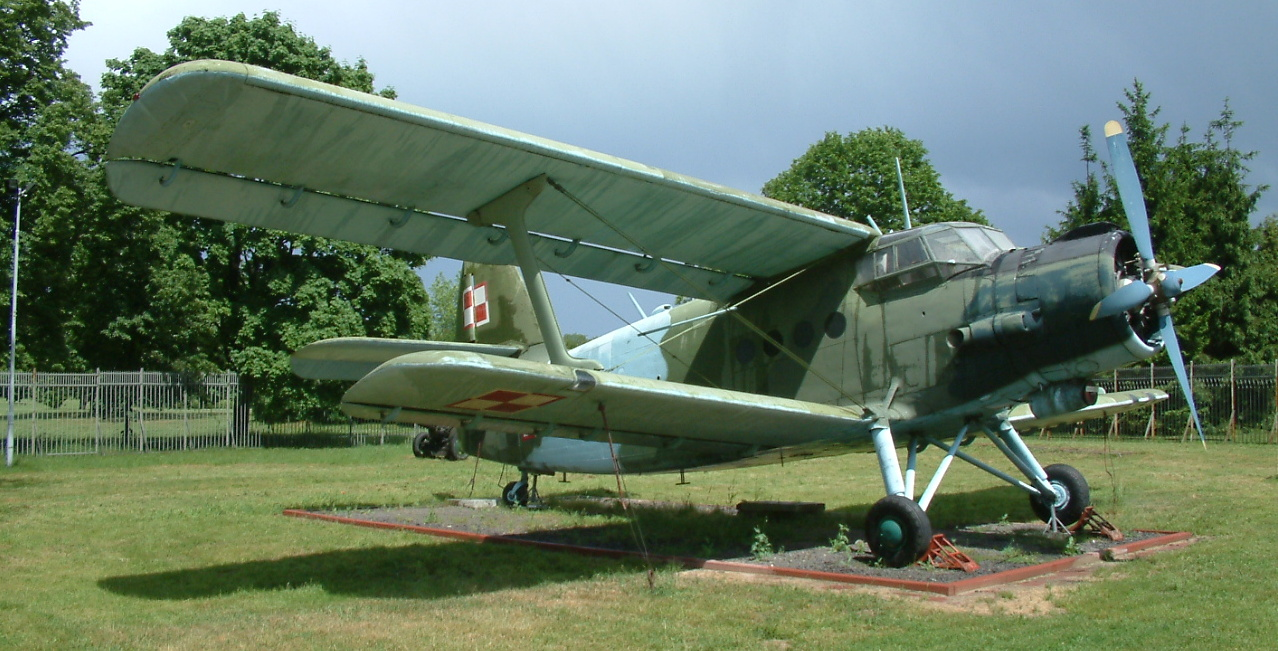
An-2

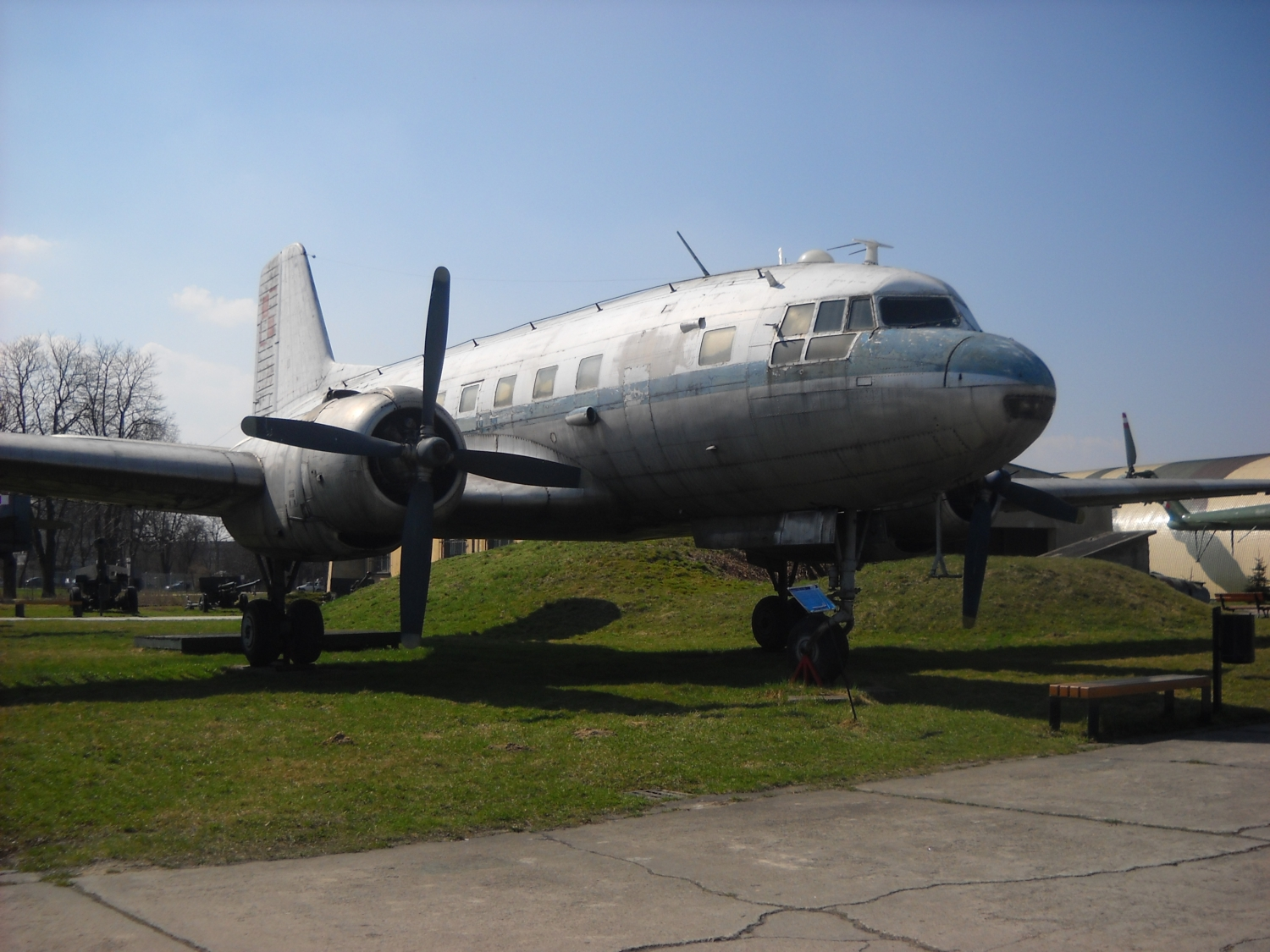
Ił-14

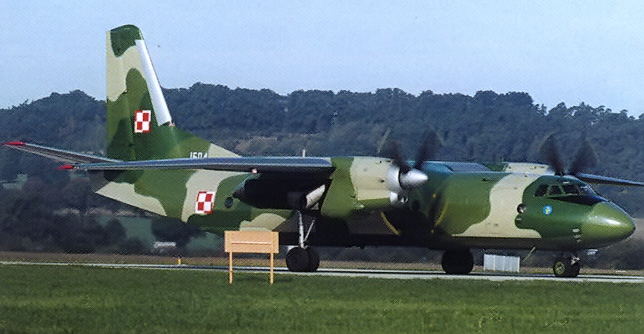
An-26

55 Pułk Lotnictwa Transportowego (55 pltr) – oddział lotnictwa transportowego Wojska Polskiego.

## Formowanie i zmiany organizacyjne
W 1963 roku na bazie klucza samolotów An-2 kpt. pil. Floriana Domala, oraz eskadry z 36 Specjalnego Pułku Lotniczego mjr. pil. Jerzego Rybickiego, sformowano 55 Pułk Lotnictwa Transportowego w Krakowie. Zasadniczym zadaniem pułku było zabezpieczenie szkolenia 6 Pomorskiej Dywizji Powietrznodesantowej.
W 1967 roku pułk przejął tradycje bojowe wojennego 13 Pułku Lotnictwa Transportowego, a w roku 1985 nadano pułkowi imię ppłk. pil. Stanisława Skarżyńskiego.
W roku 2000 pułk rozformowano

## Odznaki
Odznaka pułkowa
Odznaka o wymiarach 42 × 30 mm posiada kształt tarczy herbowej o złotych krawędziach, przykrytej koroną w kolorze złota. Tarcza podzielona na cztery pola i emaliowana w biało-czerwoną szachownicę. Na tarczy błękitna ozdobna litera K w złotych konturach oraz numer pułku i jego inicjały 13 plt. Na tarczę nałożona srebrna odznaka pilota. Odznakę zaprojektował Tomasz Gościński.
Odznaki eskadr
Trzon odznaki o wymiarach 36 × 28 mm stanowi biało-czerwona szachownica lotnicza z numerem eskadry na górnym białym polu. Na dolnym białym polu ozdobna niebieska litera K przykryta złotą koroną. Lewą krawędź obrzeża odznaki stanowi skrzydło husarskie z pionowym czarnym napisem ESKADRA. Od góry tarczę zamyka nałożona na nią odznaka pilota.

## Dowódcy pułku
Wykaz dowódców pułków podano za: Józef Zieliński [red.]: Polskie lotnictwo wojskowe 1945–2010. s. 157.
- płk pil. Aleksander Milart (1963–1973)
- płk pil. Henryk Rzemieniecki (1973–1980)
- ppłk pil. Henryk Boroń (1980–1982)
- płk pil. Julian Grzegorczyk (1982–1985)
- ppłk dypl. pil. Piotr Biliński (1985–1986)
- płk dypl. pil. Zdzisław Domański (1986–1989)
- płk dypl. pil. Zbigniew Herc (1989–1994)
- płk dypl. pil. Józef Kurczap (1994–1997)
- ppłk pil. Janusz Szpechciński (1997–1999)
- mjr dypl. pil. Tomasz Drewniak (1999–2000)